# Peristylus australis
Peristylus australis là một loài thực vật có hoa trong họ Lan. Loài này được (Gagnep.) Tang & F.T.Wang mô tả khoa học đầu tiên năm 1951.